# 松藤好典
松藤 好典（まつふじ よしのり、1968年10月17日 - ）は、広島ホームテレビ (HOME) の報道記者、元同局のアナウンサー。

## 来歴
広島県三次市出身。早稲田大学商学部卒業。
大学を卒業後、1992年に山口放送 (KRY) に入社。同局でアナウンサーを務めた後、1998年7月1日付で広島ホームテレビへ移籍した。
2006年には同じく広島県で活動する波田健一、石橋竜史、いまおかゆう子とともに、難病に立ち向かう子供とその保護者たちをサンフレッチェ広島のホームゲームに招待する「スマイル・シート」設立に携わった。
アナウンス職を離れた後も、広島市で起きた土砂災害（平成26年8月豪雨による広島市の土砂災害）関連の情報を伝えるため、2014年9月20日放送の『ANNニュース』にANN取材班のリポーターとして出演した。2016年2月1日付で報道制作局報道部福山支局に配属。
既婚者。

## 担当番組

### KRYテレビ
- KRYニュース
- 全国高等学校サッカー選手権大会山口県大会 決勝戦中継
- プラス1やまぐち[1]
- 情報一番!カツ躍ワイド - ニュースコーナー担当[1]

### KRYラジオ
- 全国高等学校野球選手権山口大会実況中継
- フリードリッヒ2世の昼寝[6]

### 広島ホームテレビ
- Fantasista - インタビュアー、ナレーター、編集[5]
- スーパーJチャンネル - 土曜・日曜ローカルニュース担当[7]
- スポーツ中継[7]
- 驚き桃の木ナオキの樹[7]
- 中野浩一のK-ファン - ナレーター[7]
- カープDON!
- 北斗晶の鬼嫁運動記者倶楽部[8]
- ワイド!スクランブル - ローカルニュース担当[8]
- HOME NEWS 24:40[8]
- ANN NEWS&SPORTS[9]
- スーパーベースボール
- ドキュメント広島「オリヒメがつないだ希望 〜ALS教頭と生徒たちの物語〜」（2019年4月28日） - ディレクター[10]